# Anomophysis absurda
Anomophysis absurda là một loài bọ cánh cứng trong họ Cerambycidae.